# 栗田出版販賣
栗田出版販賣株式會社，簡稱栗田出版販賣（日语：栗田出版販売株式会社），是日本一家經營批發銷售雜誌和圖書的公司。

## 历史
在1918年以「粟田書店」為名成立。成立當時首席執行為山本高秀，總部位於東京，曾有約1800分店，包括札幌、靜岡、岡山及福岡等。
營業額最高峰在1991年達701億日圓，但由於網路普及，業務因而萎縮。該公司曾採取裁員、組織重組縮減規模、開拓新模式等措施試圖重振，但仍負債135億日圓，最終於2015年6月26日向東京地方法院申請民事再生。2016年，事業重整。